# 宁乡市第四高级中学
宁乡市第四高级中学（英語：Ningxiang No. 4 High School）坐落在湖南省长沙市宁乡市花明楼镇，为宁乡市高级中学之一。

## 历史
1912年，湘军名将周达武将自己的宅院作为学校建立，名叫“第三高级小学”，因为学校地处靳江河，故而又名“靳江学校”。最初学校建筑在道林镇石家湾（今大屯营）。1935年，学校迁移至花明楼镇。中途因为抗日战争多次迁移。1945年，抗日战争胜利后迁回花明楼镇。

## 建筑
- 靳园
- 英才园
- 英语林
- 健身林

## 著名师友
- 周震鳞（辛亥元勋）[2]
- 鲁实先（国学大师）[2]
- 朱剑凡（教育家）[2]
- 周世钊（教育家）[2]
- 周忠著（教育家）[2]
- 成沛民（教育家）[2]

## 知名校友
- 龚育之（曾任中宣部副部长）[2]
- 李泽厚（留美美学家）[2]
- 成文山（教育家）[2]
- 杨章林（中共湖南省委组织部常务副部长）[2]
- 钟兴祥（中共湖南省委政法委副书记）[2]
- 周祖德（武汉理工大学校长）[2]
- 张泽延（北京化学工程学院院长）[2]
- 肖金友（中华人民共和国将军）[2]
- 佟楠（湖南卫视“超级男声”）[1]
- 龚献兰（湖南卫视“美丽村姑”）[1]
- 黄雅莉（“超级女声”，歌手）[1]
- 罗鑫（湖南省“三独”比赛独舞一等奖获得者）[1]
- 高玲（“形象中国”湖南赛区总冠军）[1]